# Omphalanthus wallisii
Omphalanthus wallisii là một loài Rêu trong họ Lejeuneaceae. Loài này được (J.B. Jack & Stephani) Gradst. mô tả khoa học đầu tiên năm 1979.